# Песчанка (Унечский район)
Песчанка — деревня в Унечском районе Брянской области в составе Старогутнянского сельского поселения.

## География
Находится в центральной части Брянской области на расстоянии приблизительно 1 км на северо-запад по прямой от районного центра города Унеча.

## История
Основана в середине XVIII века (изначально Суморовка, Сморовка) как владение Дублянского (Будлянского). Входила в Новоместскую сотню Стародубского полка. В середине XX века работал колхоз им. Максима Горького. В 1859 году здесь (деревня Суражского уезда Черниговской губернии) учтено было 30 дворов, в 1892—53.
Против корниловцев большевики выставили несопоставимые силы: броневики, бронепоезд и два блиндированных состава, несколько батарей орудий, десятки пулеметов и несколько тысяч солдат и матросов. Командир бронепоезда им. Ленина, подпрапорщик Пролыгин разгадал маршрут корниловцев и 26 ноября у села Писаревка, а затем у разъезда Песчаники и у д. Павличи Текинский полк попал в засаду под кинжальный пулеметный огонь, был разгромлен, рассеян и ушел вглубь Стародубщины. Возле д. Новоселки остатки полка разделились на две группы и в конце ноября - начале декабря встретились в Погаре.

## Население
Численность населения: 219 человек (1859 год), 353 (1892), 598 в 2010.